# Мостиський деканат
Мостиський деканат — колишня структурна одиниця Перемишльської єпархії греко-католицької церкви з центром в м. Мостиська. Очолював деканат декан.

## Територія
В 1936 році в Мостиському деканаті було 17 парафій:
1. Парафія с. Арламівська Воля;
2. Парафія с. Боляновичі з приходом у с. Йорданівка, с. Лютків;
3. Парафія с. Годині з приходом у присілку Ляцька Воля;
4. Парафія м. Гусаків з філіями в с. Боєвичі, с. Мочеради;
5. Парафія с. Золотковичі з філією в с. Тамановичі;
6. Парафія м. Крукеничі з філією в с. Острожець;
7. Парафія с. Ляшки Гостинцеві;
8. Парафія с. Малнів з приходом у присілках Мелешки, Горбки, Загорб, Дубинка, Фединаси;
9. Парафія м. Мостиська з філіями в с. Липники, с. Завада, с. Рудники та приходом у с. Стренець, с. Закостелє, с. Сулківщина, с. Стрільчиська;
10. Парафія с. Мишлятичі з філіями в с. Ганьковичі, с. Конюшки та приходом у с. Руствечко;
11. Парафія с. Пакість з філіями в с. Буховичі, с. Чишки та приходом у с. Крисовичі, с. Пнікут;
12. Парафія с. Підліски з приходом у с. Вишенка;
13. Парафія с. Радиничі з філією в с. Чижевичі та приходом у с. Халупки;
14. Парафія с. Райтаревичі з філіями в с. Рогізно, с. Садковичі;
15. Парафія с. Соколя з філією в с. Підгать;
16. Парафія с. Хлиплі з філією в с. Судковичі та приходом у с. Воля-Садківська;
17. Парафія с. Чернева.

### Декан
- 1936 — Куціль Роман в Мостисках.

### Кількість парафіян
1936 — 31 890 осіб.
Деканат було ліквідовано в 1946 р.